# Opel Kapitän
Opel Kapitän är en personbil, tillverkad i olika generationer av den tyska biltillverkaren Opel mellan 1938 och 1970.
Opel Kapitän ingick mellan 1965 och 1970 i Opels grupp av stora bilar ("KAD") tillsammans med Opel Admiral och Opel Diplomat.

## Kapitän (1938-53)
Kapitän var den sista modellen Opel konstruerade före andra världskriget. Den premiärvisades på bilsalongen i Genève 1939. Bilen fanns i både täckt och öppet utförande. Produktionen avbröts i slutet av 1940. 
Efter kriget återupptogs produktionen 1948, nu endast med fyrdörrars sedan-kaross.
1951 kom en vidareutvecklad version med utbyggt bagageutrymme och starkare motor.
Versioner:
| Modell | Motor              | Cylindervolym | Effekt   | Bränslesystem   |
| ------ | ------------------ | ------------- | -------- | --------------- |
| 2,5    | 6-cyl radmotor ohv | 2473 cm³      | 55-58 hk | Enkel förgasare |

## Kapitän (1953-58)
Hösten 1953 kom en ny Kapitän med pontonkaross.
Till 1955 fick bilen en ansiktslyftning med ny front och starkare motor. Dessutom tillkom en lyxigare L-version med rikligare utrustning. Från 1958 kunde bilen levereras med överväxel.
Tillverkningen uppgick till 154 098 exemplar.
Versioner:
| Modell | Motor              | Cylindervolym | Effekt   | Bränslesystem   |
| ------ | ------------------ | ------------- | -------- | --------------- |
| 2,5    | 6-cyl radmotor ohv | 2473 cm³      | 68-75 hk | Enkel förgasare |

## Kapitän P1 (1958-59)
Kapitän P1 kom 1958 och hade tagit inspiration från de stora amerikanska bilarna. Karossen hade panoramarutor och fenor. Bilen utsattes för så mycket kritik för dess formgivning och hur denna påverkade passagerarutrymmet att den ersattes redan efter ett år.
Tillverkningen uppgick till 34 842 exemplar.
Versioner:
| Modell | Motor              | Cylindervolym | Effekt | Bränslesystem   |
| ------ | ------------------ | ------------- | ------ | --------------- |
| 2,5    | 6-cyl radmotor ohv | 2473 cm³      | 80 hk  | Enkel förgasare |

## Kapitän P2 (P-LV) (1960-64)
Hösten 1959 kom en ny Kapitän som skulle bli den mest framgångsrika och den sista stora Opel som kunde konkurrera med Mercedes-Benz sexcylindriga modeller. Bilen kunde, liksom sina föregångare, fås i lyxigare L-utförande och med överväxel. Från 1960 infördes automatlåda som tillval.
Tillverkningen uppgick till 145 616 exemplar.
Versioner:
| Modell | Motor              | Cylindervolym | Effekt | Bränslesystem   |
| ------ | ------------------ | ------------- | ------ | --------------- |
| 2,6    | 6-cyl radmotor ohv | 2605 cm³      | 90 hk  | Enkel förgasare |

## Kapitän A (1965-68)
1964 började man tillverka Kapitän A som instegsmodell i storbilsklassen. Den delade kaross med den bättre utrustade Opel Admiral och toppmodellen Opel Diplomat. Modellen tappade marknadsandelar, eftersom storbilskunderna föredrog prestigen i märken som Mercedes-Benz.
Tillverkningen uppgick till 24 871 exemplar.
Versioner:
| Modell | Motor              | Cylindervolym | Effekt | Bränslesystem                       |
| ------ | ------------------ | ------------- | ------ | ----------------------------------- |
| 2,6 S  | 6-cyl radmotor ohv | 2605 cm³      | 100 hk | Enkel förgasare Carter/Opel         |
| 2,8 S  | 6-cyl radmotor CIH | 2784 cm³      | 125 hk | Enkel tvåportsförgasare Solex       |
| 2,8 HL | 6-cyl radmotor CIH | 2784 cm³      | 140 hk | Dubbla förgasare Zenith             |
| V8     | 8-cyl V-motor ohv  | 4638 cm³      | 190 hk | Enkel fyrportsförgasare Carter WCFB |

## Kapitän B (1969-70)
1969 kom Kapitän B, som bland annat hade bättre innerutrymmen och mer avancerade hjulupphängningar. Tillverkningen lades ner redan 1970, men övriga KAD-B-varianter fortsatte tillverkas till 1977, då de avlöstes av Opel Senator.
Tillverkningen uppgick till 11 017 exemplar.
Versioner:
| Modell | Motor              | Cylindervolym | Effekt | Bränslesystem    |
| ------ | ------------------ | ------------- | ------ | ---------------- |
| 2,8 S  | 6-cyl radmotor CIH | 2784 cm³      | 132 hk | Enkel förgasare  |
| 2,8 H  | 6-cyl radmotor CIH | 2784 cm³      | 145 hk | Dubbla förgasare |

## Bilder

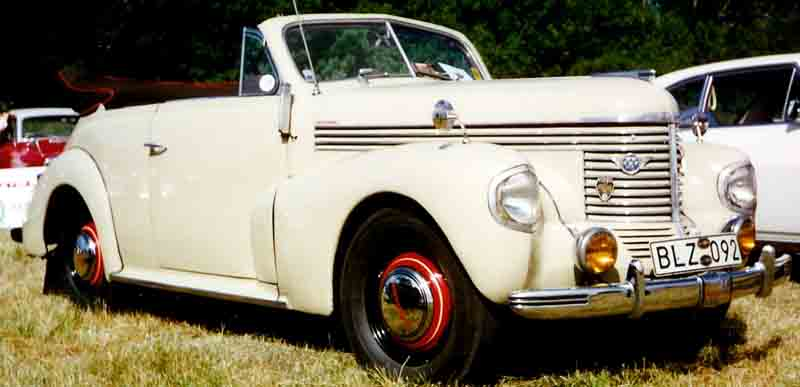
Opel Kapitän tillverkades i öppet utförande före kriget.
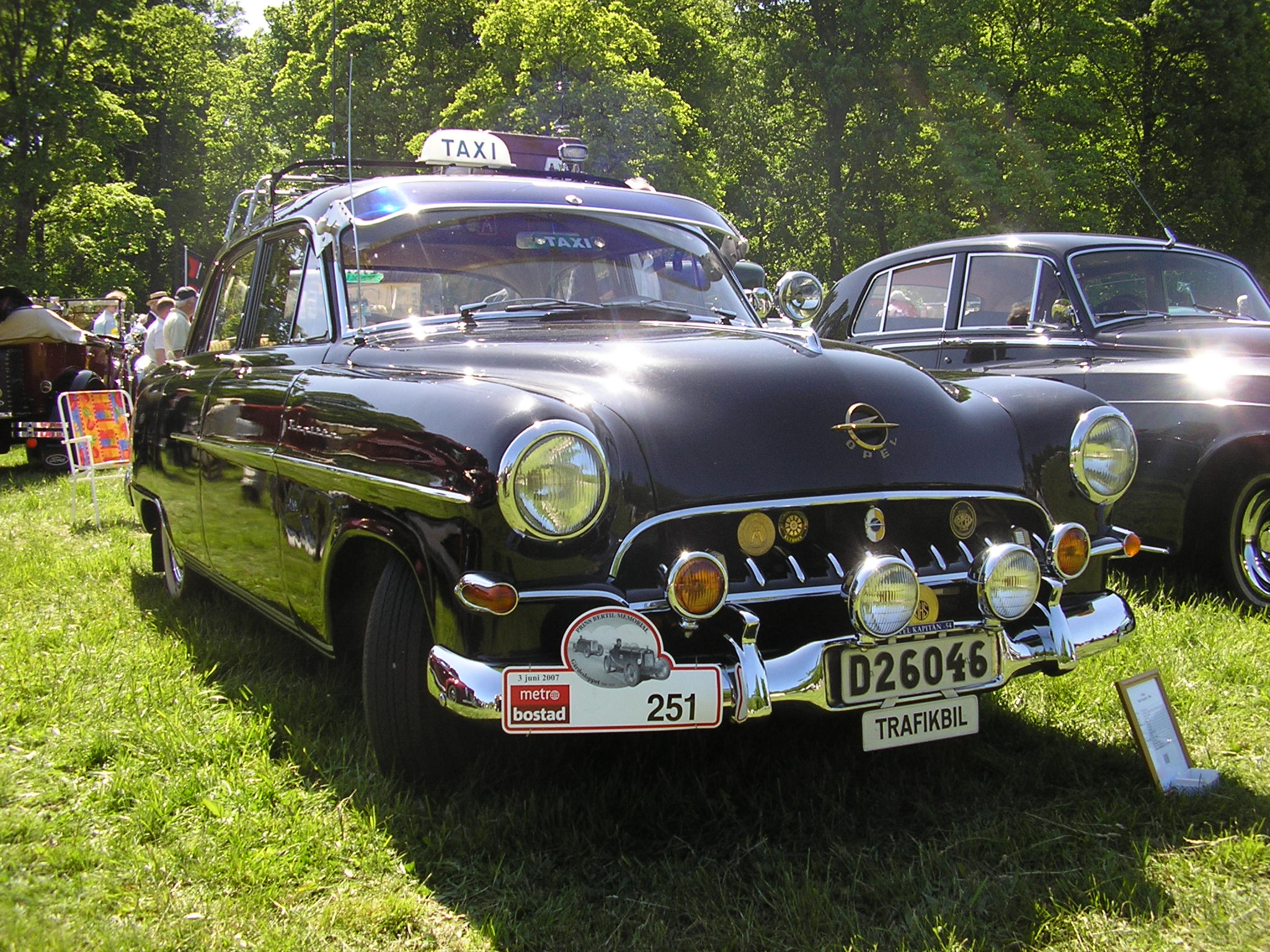
Opel Kapitän 1954 som taxi.
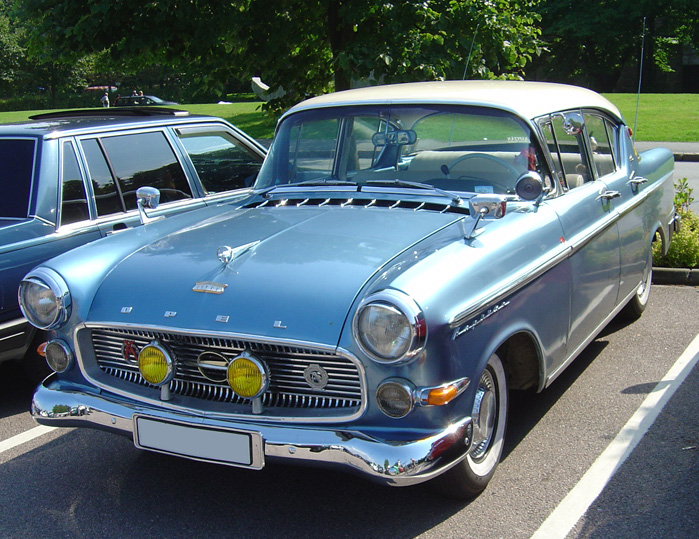
Opel Kapitän P1 tog inspiration från GM:s amerikanska modeller.
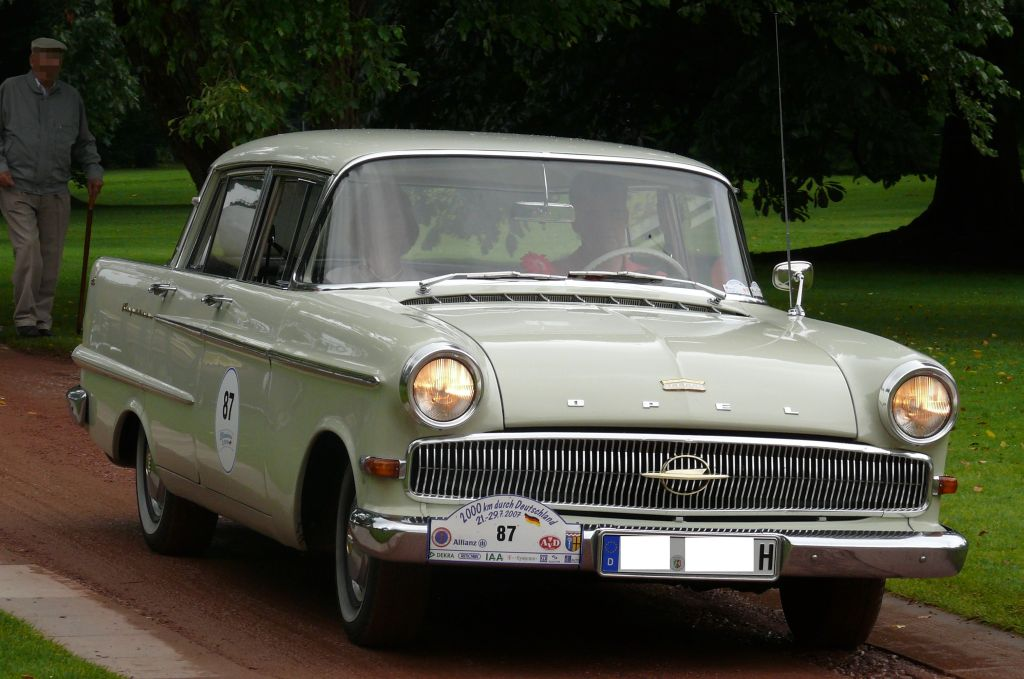
Kapitän P2
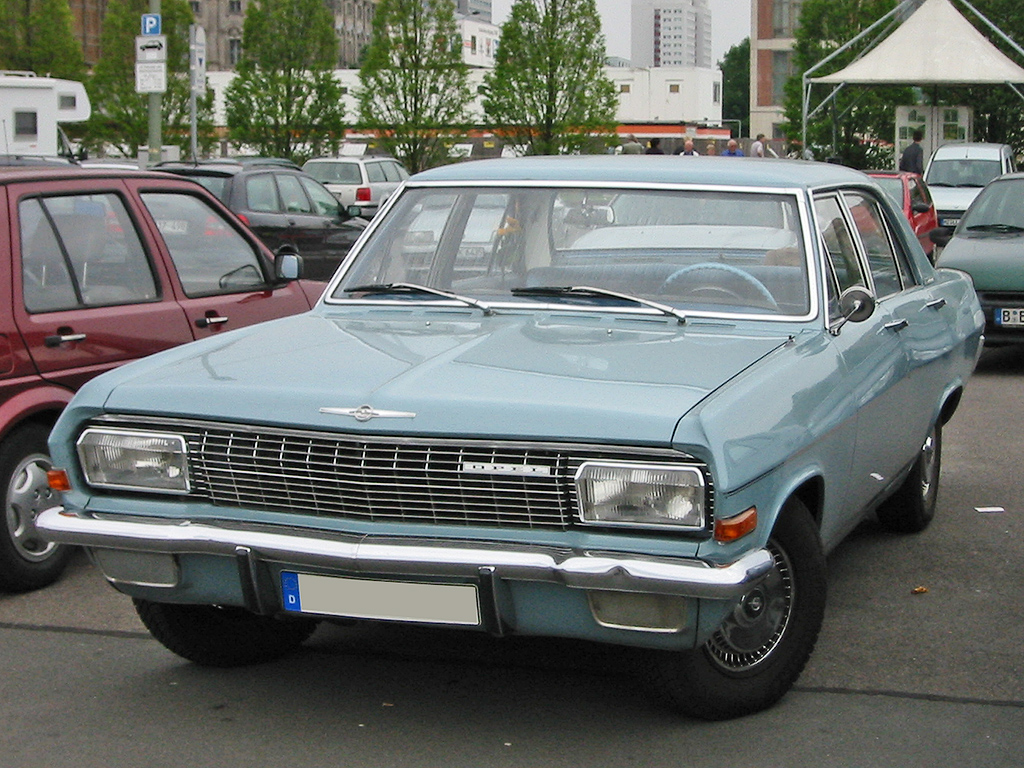
Opel Kapitän A
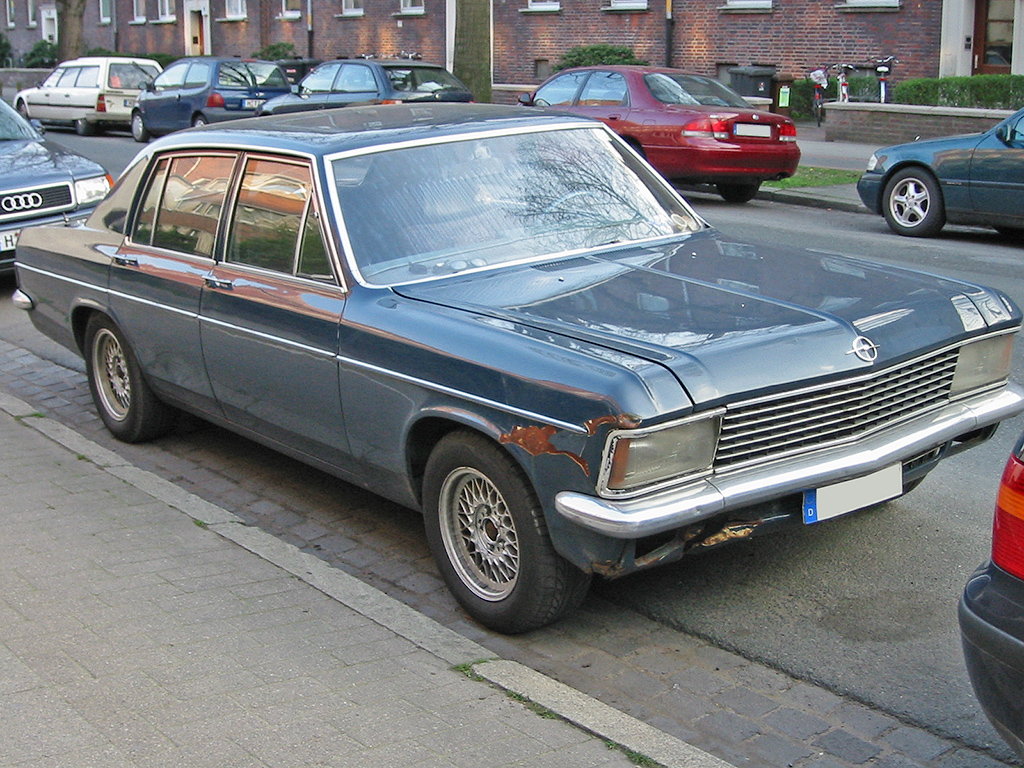
Opel Kapitän B